# Spotlight on Rick
| Recensione | Giudizio |
| ---------- | -------- |
| AllMusic   | [ 1 ]    |

Spotlight on Rick è un album discografico di Rick Nelson, pubblicato dalla casa discografica Decca Records nel novembre del 1964.

## Tracce

### LP
Lato A
1. I'm a Fool – 2:05 (Joey Cooper, Red West) – Registrato il 17 settembre 1964
2. I Tried – 2:32 (Jerry Fuller) – Registrato il 17 settembre 1964
3. I'm Talking About You – 2:05 (Chuck Berry) – Registrato il 26 agosto 1964
4. Yesterday's Love – 2:06 (Baker Knight) – Registrato il 26 agosto 1964
5. A Happy Guy – 2:09 (Larry Kusik, Kenny Rankin) – Registrato il 25 agosto 1964
6. From a Distance – 2:47 (Johnny Bachelor) – Registrato il 17 settembre 1964

Lato B
1. Stop, Look, Listen – 2:08 (Joy Byers) – Registrato il 17 settembre 1964
2. Don't Breathe a Word – 2:00 (Sonny Curtis) – Registrato il 26 agosto 1964
3. That's Why I Love You Like I Do – 2:34 (Charles Bene) – Registrato il 25 agosto 1964
4. In My Dreams – 2:15 (James Smith, Dotty Harmony, Cathy Temen, Chuck Fain) – Registrato il 26 agosto 1964
5. Just Relax – 2:00 (Baker Knight) – Registrato il 31 marzo 1964
6. Live and Learn – 2:10 (Clyde Pitts) – Registrato il 1º settembre 1964

## Musicisti
I'm a Fool / I Tried / From a Distance / Stop, Look, Listen
- Rick Nelson - voce
- James Burton - chitarra
- Glen Campbell - chitarra
- Ray Johnson - pianoforte
- Jerry Cole - basso
- Richie Frost - batteria
- Sconosciuti - cori
- Jimmie Haskell - produttore

I'm Talking About You / Yesterday's Love / Don't Breathe a Word / In My Dreams
- Rick Nelson - voce
- James Burton - chitarra
- Glen Campbell - chitarra
- Jerry Cole - chitarra
- Ray Johnson - pianoforte
- Joe Osborn - basso
- Richie Frost - batteria
- Jimmie Haskell - produttore

A Happy Guy / That's Why I Love You Like I Do
- Rick Nelson - voce
- James Burton - chitarra
- Glen Campbell - chitarra
- Ray Johnson - pianoforte
- Joe Osborn - basso
- Richie Frost - batteria
- Sconosciuti - cori
- Jimmie Haskell - produttore

Just Relax
- Rick Nelson - voce
- James Burton - chitarra
- Jerry Cole - chitarra
- Ray Johnson - pianoforte
- Joe Osborn - basso
- Richie Frost - batteria
- Jimmie Haskell - produttore

Live and Learn
- Rick Nelson - voce
- James Burton - chitarra
- Glen Campbell - chitarra
- Ray Johnson - pianoforte
- Billy Lee Riley - armonica
- Joe Oborn - basso
- Richie Frost - batteria
- Jimmie Haskell - produttore[3]

Note aggiuntive
- Jimmie Haskell - produttore, direzione orchestra
- M. Linn - note retrocopertina album originale[4]